# Bin Ueda
Bin Ueda (上田 敏, Ueda Bin, 30 octobre 1874 à Tsukiji (Tokyo) – 9 juillet 1916) est un écrivain et traducteur japonais.
Ueda fait ses études à l'université de Tokyo où il se passionne pour les littératures française et anglaise. Ses poètes préférés sont Leconte de Lisle, José-Maria de Heredia et François Coppée. Il traduit également un grand nombre de poètes symbolistes (Paul Verlaine, Stéphane Mallarmé, Georges Rodenbach, Émile Verhaeren, Maurice Maeterlinck), ainsi que Paul Claudel. Son œuvre principale, Kaichoon (海潮音, 1905), regroupe ses traductions de poètes occidentaux.

## Ouvrages (sélection)
- 1899. Yaso - eine Weltgeschichte (耶蘇（世界歴史譚?)
- 1901. Saikin kaigai bungaku (最近海外文学?)
- 1901. Bungei ronshu (文芸論集?)
- 1901. Shisei Dante (詩聖ダンテ?)
- 1907. Bungei Kowa (文芸講話?)
- 1910. Uzumaki (うづまき?)
- 1915. Kouta (小唄?)
- 1916. Gendai no Geijutsu (現代の芸術?)